# Драмконг
Драмконг (англ. Drumcong; ирл. Droim Conga) — деревня в Ирландии, находится в графстве Литрим (провинция Коннахт) у региональной трассы R208.